# Sabellius
Sabellius était un théologien et un prêtre chrétien d'origine libyenne, installé à Rome au IIIe siècle.
Il professe une forme extrême d'unitarisme appelée « modalisme », selon lequel, le Père, le Fils et le Saint-Esprit sont différents « modes » ou aspects de l'Être divin, plutôt que trois « hypostases » ou personnes distinctes. Ainsi, pour le modalisme, les Trois ne sont pas en soi mais pour nous.

## Doctrine
Le sabellianisme est la forme la plus élaborée du modalisme. Suivant Sabellius, la Divinité est une monade indivisible appelée Père-Fils (uiopatôr), dans laquelle le Père est l’essence, la forme tandis que le Fils et l'Esprit sont les modes à travers lesquels le Père se projette par un processus de dilatation. Dieu - personne unique - s'exprime par trois fois, d'abord en tant que Père lors de la Création et du don de la Loi aux  hommes, ensuite en tant que Fils lors de la Rédemption et, enfin, en tant qu'Esprit à travers la grâce répandue parmi les hommes.
Cette doctrine est notamment combattue par l'évêque de Rome Calixte en 217, mais peut-être pour professer une forme d'« unitarisme décidé » reprenant des aspects de la doctrine sabellienne, ainsi que le laisse entendre la condamnation pour monarchianisme dont il est lui-même l'objet par son concurrent Hippolyte de Rome. Cette doctrine fut anathématisée par Denys, évêque de Rome, en 261. 